# Oddone della Sala
Oddone della Sala, O.P. (Pisa, ... – Napoli, 3 maggio 1325 o Montecassino, 1333), è stato un religioso e arcivescovo cattolico italiano.

## Biografia
Oddone di Giacomo fu frate dell'ordine domenicano e venne nominato vescovo di Terralba nel 1297 o 1301 e trasferito a Pola nel 1302. Elevato al rango di arcivescovo di Oristano nel 1308, fu spostato a Pisa nel 1312 e restò a capo dell'arcidiocesi toscana fino al 1323, quando venne nominato patriarca latino di Alessandria d'Egitto. Secondo Gams e Mattei, Oddone morì a Napoli due anni dopo, il 3 maggio del 1325. Il Tronci, invece, parla di una morte molto più posteriore: negli ultimi anni di vita Oddone della Sala sarebbe stato nominato amministratore di Montecassino, in quel periodo sede episcopale; qui sarebbe poi morto nel 1333.
Nel periodo di lotta tra le influenze imperiali e papali, si schierò dalla parte ghibellina. Nel 1313 sostenne l'arrivo di Uguccione della Faggiola a Pisa, benedicendone l'esercito due anni più tardi, prima della vittoriosa battaglia di Montecatini. Quando però i metodi autoritari del condottiero cominciarono a creare malumore tra i pisani, l'arcivescovo non gli ritirò l'appoggio e venne costretto a fuggire dalla città nel 1318, rifugiandosi a Firenze dove cominciò una contesa giudiziaria col clero e con la popolazione pisani.
Il Setaioli lo annovera tra i beati e i nobili della città di Pisa.

## Successione apostolica
La successione apostolica è:
- Arcivescovo Guido Cattaneo, O.P. (1312)